# Thyroptera wynneae
Thyroptera wynneae — вид родини Thyropteridae, ссавець ряду Лиликоподібні (Vespertilioniformes, seu Chiroptera).

## Етимологія
|  | Ми раді назвати цей вид на честь Патриції Ўїн (Patricia J. Wynne), давньої художниці Департаменту мамології, яка оформляла ссавців для наукових і навчально-методичних публікацій протягом більше 40 років. |

## Морфологія
Тварина невеликого розміру, із загальною довжиною між 64,4 і 68 мм, довжина передпліччя між 33 і 34,2 мм, довжина хвоста від 26 до 26,7 мм, довжина стопи між 3,1 і 4 мм, довжина вух від 11 до 12,7 мм, а вага до 3,8 гр.
Шерсть довга (приблизно 11 мм довжиною між лопатками і 7 мм на грудях) і пухнаста. Спинна частина світло-коричнева із сіруватим відбиттям світла, в той час як черевна частина білого кольору, з центральною частиною світло-каштанового волосся і темними кінчиками. Морда довга й гостра, очі маленькі. Вуха у формі воронки і добре розділені. Крила темно-коричневі. Хвіст довгий.

## Середовище проживання
Цей вид широко поширений у північно-східному Перу і в бразильському штаті Мінас-Жерайс. Живе в напів-листяних вторинних лісах.

## Життя
Деякі особини були захоплені в згорнутих листках роду Cecropia. Харчується комахами.